# Michael Strauch
Michael Strauch (* 27. August 1635 in Wittenberg; † 6. Januar 1709 ebenda)  war ein deutscher Mathematiker.

## Leben
Michael Strauch wurde als Sohn des Juristen Johann Strauch und dessen Frau Katharina Blume geboren. Seine erste Ausbildung erhielt er durch Privatlehrer. Nach Studien an der Universität Leipzig und an der Universität Wittenberg erwarb er in seiner Heimatstadt am 29. April 1658 den akademischen Grad eines Magisters der Philosophie. Strauch absolvierte bald eine Bildungsreise, die ihn unter anderem an die Universität Oxford zu dem Mathematiker John Wallis und nach Danzig zu dem Astronomen Johannes Hevelius führte. Mit einer Vielzahl von Eindrücken kehrte er nach Wittenberg zurück und wurde hier am 24. März 1664 Adjunkt der philosophischen Fakultät.
Er übernahm von seinem Bruder Aegidius Strauch II. am 10. März 1665 die Professur der niederen Mathematik und wurde 1689 Professor für höhere Mathematik. Zudem beteiligte sich Strauch auch an den organisatorischen Aufgaben der Wittenberger Hochschule. Er war mehrfach Dekan der philosophischen Fakultät und verwaltete in den Sommersemestern 1674 sowie 1694 das Rektorat der Alma Mater. Am 13. Januar 1709 wurde er in der Wittenberger Schlosskirche beigesetzt. Hier errichtete man ihm auch ein Epitaph, welches jedoch 1760 ein Opfer des Siebenjährigen Krieges wurde.

## Familie
Strauch hatte sich im November 1669 in Döbeln mit Anna Magaretha (* 1652 in Döbeln; † 20. April 1695 in Wittenberg, begr. 26. April 1695 ebenda), der Tochter des Juristen, Bürgermeisters und Syndikus in Döbeln, Johann George Zimmermann, † 1683, und dessen Frau Anna Barbara (geb. Borisch), verheiratet. Aus der Ehe kennt man die Kinder:
- T. Anna Magaretha Strauch (* 20. Januar 1671 in Wittenberg, begr. 23. Januar 1672 ebenda)
- T. Barbara Catharina Strauch (* 24. September 1672 in Wittenberg, † 23. Juni 1716 ebenda)
- T. Johanna Maria (* 26. November 1673 in Wittenberg; † 17. Oktober 1695 in Kemberg) verh. 25. September 1694 in Wittenberg mit  Dr. theol. und den Superintendenten von Kemberg und später Annaberg Hieronymus Dathe (* 4. Februar 1667 Hamburg, † 14. Juni 1707 in Annaberg)
- S. Johann Michael Strauch (* 24. Januar 1675 Wittenberg; † 26. August 1675 ebenda)
- T. Magaretha Elisabeth Strauch (* 29. April 1676 in Wittenberg)
- T. Johanna Sophia Strauch (* 6. September 1677 in Wittenberg, † 13. September 1677 ebenda)
- T. Martha Margaretha (* 22. Juli 1679 in Wittenberg; † 16. Dezember 1733 ebenda) verh. in Wittenberg am 22. November 1696 mit Dr. jur. und Protonotar der Universität Wittenberg Georg Gottfried Heber (* 2. September 1667 Wittenberg), 1695 Sohn des Bürgermeisters Georg Heber
- S. Totgeburt (* u. † 7. November 1680 in Wittenberg)
- S. Kasper Michael Strauch (* 19. April 1684 in Wittenberg)
- S. Johann Conrad Strauch (* 4. März 1687 in Wittenberg, † 4. September 1687 ebenda)
- S. Totgeburt (* u. † 21. Juni 1691 in Wittenberg)[2]

## Werkauswahl
- Dissertationem Historico-Chronologicam De Epocha Mundi Conditi. Wittenberg 1658
- De Cometis, qui 1664 et 1665 visi sunt, declamtio. Wittenberg 1665